# Warren Joyce
Warren Garton Joyce (Sinh Ngày 20 tháng 1 năm 1965 tại Oldham thuộc Quận Lancashire) là một cựu cầu thủ bóng đá chơi tại The Football League và hiện tại là một huấn luyện viên đội dự bị của Câu lạc bộ bóng đá Manchester United F.C..

## Thời thơ ấu tại Bolton
Ông Là con trai của Walter Joyce, là cựu cầu thủ của Burnley, Blackburn Rovers và Oldham Athletic. Joyce sinh ra tại Oldham, Quận Lancashire, và bắt đầu sự nghiệp của mình như là một thực tập sinh với Bolton Wanderers vào năm 1981. Ông đã nỗ lực để trở thành một trụ cột không thể thay thế tại sân Burnden Park và là một tiền vệ trung tâm tại câu lạc bộ Bolton Wanderers khi ra sân 216+5 trận và ghi được 21 bàn thắng trên tất cả các giải đấu.

## Chuyển đến Preston
Vào tháng 10 năm 1987, Huấn luyện viên John McGrath của câu lạc bộ Preston North End đã mua ông với giá 35 000 £. Khi đó cha của ông là Walter Joyce đang làm huấn luyện viên cho Câu lạc bộ Deepdale (trước đó ông làm huấn luyện viên cho Oldham Athletic), Joyce đã quyết định chuyển đến thi đấu cho Preston North End. Preston tại thời điểm đó có sự bổ sung cầu thủ: Joyce, Brian Mooney và Tony Ellis mang lại lối chơi tinh tế cho đội bóng này.
Trong 5 năm tiếp theo, ông trở thành một cầu thủ rất được yêu thích tại Preston với biệt danh "Psycho", do cam kết sẽ trung thành với đội bóng đến hết sự nghiệp cầu thủ của mình. Trong tất cả các giải đấu, ông ra sân tổng cộng 203 + 5 trận và ghi được 44 bàn thắng. Không những giành được nhiều danh hiệu cầu thủ hay nhất năm của Preston North End mà ông còn làm đội trưởng của câu lạc bộ bóng đá này. Tuy nhiên, khi Câu lạc bộ Plymouth Argyle đề nghị 160,000 £ để mua ông vào tháng 5 năm 1992, do thiếu hụt tài chính nên Preston chấp nhận bán ông và ông đến với sân Home Park.

## Sự nghiệp tại Plymouth và Burnley
Ông ở Devon tuy nhiên chỉ trong một thời gian ngắn, Joyce chỉ chơi 38 + 2 trận và ghi được 4 bàn thắng trong mùa giải đầu tiên của mình tại Plymouth. Plymouth đã quyết định bán ông cho Burnley với giá 140.000 £ vào tháng 7 năm 1993, ông trở lại Lancashire. Trong ba năm tại Turf Moor, ông đã trở thành người hùng trong lòng người hâm mộ, chơi 85 + 5 trận và ghi được 12 bàn thắng.

## Chuyển đến Hull City
Ông được cho mượn tới Hull City vào tháng 1 năm 1995 và mở đường cho một ký kết hợp đồng dài hạn 18 tháng sau đó với Hull City. Như vậy trong tháng 7 năm 1996, Joyce đã ký hợp đồng với Hull City. Ông chơi tổng cộng 168 + 2 trận đấu và ghi được 19 bàn thắng trên tất cả các giải đấu. Ông trở thành đội trưởng của đội chủ sân Boothferry Park. Năm 1998, ông được bổ nhiệm làm huấn luyện viên trưởng thay cho câu lạc bộ Hull City nhằm thay thế ông Mark Hateley.

## Huấn luyện viên và nhà quản lý
Chủ tịch câu lạc bộ bóng đá Hull City đã thay thế Joyce bằng huấn luyện viên kinh nghiệm và nổi tiếng hơn đó là ông Brian Little. Nhiều người hâm mộ đáng tiếc cho Joyce khi ông dẫn dắt đội bóng trụ hạng trong nhiều năm.
Trong tất cả sự nghiệp cầu thủ kéo dài 19 năm, Joyce ghi được 100 bàn thắng trong 710 lần ra sân với các câu lạc bộ khác nhau. Kể từ khi ông làm huấn luyện viên với các câu lạc bộ Leeds United, Stockport County và Tranmere Rovers.
Vào Ngày 11 tháng 9 năm 2006, Joyce được bổ nhiệm làm huấn luyện viên cho Royal Antwerp. Ông được giới thiệu với đội bóng này bởi đồng nghiệp cũ của ông là Andy Welsh, người mà làm trợ lý huấn luyện viên tại Royal Antwerp, cho mượn từ Manchester United. Vào ngày 26 tháng 5 năm 2008, Ông Joyce được Royal Antwerp cho phép đến Manchester United, tại đây ông giữ chức cùng làm huấn luyện viên dự bị với huyền thoại Ole Gunnar Solskjær. Vào tháng 12 năm 2010, khi Solskjær chuyển đến làm huấn luyện viên cho câu lạc bộ Molde FK, thì Joyce trở thành huấn luyện viên duy nhất cho đội dự bị Manchester United. Vào tháng 11 năm 2011, Joyce được câu lạc bộ cũ của mình là Hull City để thay cho ông Nigel Pearson. Tuy nhiên, Joyce đã lựa chọn ở lại Manchester United và cựu cầu thủ Nick Barmby đã chính thức được công bố là thay thế Pearson của trên 15 tháng 11 năm 2011.